# Snowboard na Universíada de Inverno de 2009
As competições de snowboard na Universíada de Inverno de 2009 foram disputadas no Resort de esqui Maoer Mountain em Harbin, China entre 20 e 27 de fevereiro de 2009.

## Calendário
| Snowboard                               | Fevereiro | Fevereiro | Fevereiro | Fevereiro | Fevereiro | Fevereiro | Fevereiro | Fevereiro | Fevereiro | Fevereiro | Fevereiro | Fevereiro |
| Snowboard                               | 17        | 18        | 19        | 20        | 21        | 22        | 23        | 24        | 25        | 26        | 27        | 28        |
| --------------------------------------- | --------- | --------- | --------- | --------- | --------- | --------- | --------- | --------- | --------- | --------- | --------- | --------- |
| Snowboardcross - masculino              |           |           |           |           | 1         |           |           |           |           |           |           |           |
| Descida gigante em paralelo - masculino |           |           |           |           |           |           | 1         |           |           |           |           |           |
| Halfpipe - masculino                    |           |           |           |           |           |           |           |           | 1         |           |           |           |
| Big air - masculino                     |           |           |           |           |           |           |           |           |           |           | 1         |           |
| Snowboardcross - feminino               |           |           |           |           | 1         |           |           |           |           |           |           |           |
| Descida gigante em paralelo - feminino  |           |           |           |           |           |           | 1         |           |           |           |           |           |
| Halfpipe - feminino                     |           |           |           |           |           |           |           |           | 1         |           |           |           |

|  | Treino não oficial |  | Treino oficial |  | Dia de competição |  | Dia de final |

## Medalhistas
Esses foram os medalhistas:

## Feminino

### Halfpipe
Legenda
| Recorde mundial        | Recorde mundial (World record)               |                       | Recorde africano                      | Recorde africano (African) |                                           | Q | Classificado por posição (Qualified) |
| Recorde da Universíada | Recorde da Universíada (Universiade record)  | Recorde da América    | Recorde da América (Americas)         | q                          | Classificado por melhor tempo (Qualified) |   |                                      |
| Melhor marca do ano    | Melhor marca do ano (World leading)          | Recorde asiático      | Recorde asiático (Asian)              | DNS                        | Não largou (Did not start)                |   |                                      |
| Recorde nacional       | Recorde nacional (National record)           | Recorde europeu       | Recorde europeu (European)            | DNF                        | Não terminou (Did not finish)             |   |                                      |
| Recorde pessoal        | Recorde pessoal do atleta (Personal best)    | Recorde da Oceania    | Recorde da Oceania (Oceania)          | DSQ / DQ                   | Desclassificado (Disqualified)            |   |                                      |
| Recorde da temporada   | Recorde da temporada do atleta (Season best) | Recorde sul-americano | Recorde sul-americano (South America) | NM                         | Sem marca (No mark)                       |   |                                      |